# Philippe Armand Martin
Philippe Armand Martin (ur. 28 kwietnia 1949 w Cumières, zm. 5 listopada 2023) – francuski polityk i samorządowiec, poseł do Parlamentu Europejskiego IV kadencji, długoletni deputowany do Zgromadzenia Narodowego.

## Życiorys
Zawodowo związany z branżą winiarską, został prezesem grupy producenckiej. Od 1977 związany z samorządem lokalnym, kiedy to został radnym w Cumières. W latach 1989–2008 pełnił funkcję mera tej miejscowości, następnie objął obowiązki zastępcy burmistrza. Był także wiceprzewodniczącym związku komunalnego CCEPC w departamencie Marna.
W 1993 po raz pierwszy został wybrany na posła do Zgromadzenia Narodowego jako kandydat niezależny. Po unieważnieniu wyborów w tym samym roku ponownie zwyciężył w wyborach uzupełniających. W 1994 uzyskał mandat eurodeputowanego IV kadencji z ramienia Ruchu dla Francji, który zorganizował Philippe de Villiers. W PE zasiadał do 1999, dołączając w trakcie kadencji do Zgromadzenia na rzecz Republiki, a następnie do Unii na rzecz Ruchu Ludowego. W 1997, 2002, 2007 i 2012 z powodzeniem ubiegał się o poselską reelekcję na kolejne kadencje niższej izby francuskiego parlamentu; mandat deputowanego sprawował do 2017.